# Forests montanes d'Àfrica oriental
Els boscos montans de l'est africà és una ecoregió d'altitud muntanyenca de Boscs humits tropicals de fulla ampla d'Àfrica oriental. L'ecoregió comprèn diverses àrees separades entre si amb altituds per damunt de 2000 metres en les muntanyes de Sudan Del sud, Uganda, Kenya, i Tanzània.

## Enquadrament
Els boscos montans humits de l'est africà s'estenen en un total de 65.500 quilòmetres quadrats, dins de 25 enclavaments separats, els quals varien de mida entre 23.700 i 113 km². L'enclavament més septentrional és al Mont Kinyeti en les Muntanyes Imatong de Sudan del sud, allargant-se cap al sud a través del Mont Moroto en Uganda oriental i Mont Elgon en la frontera Kènia-Uganda. A l'interior de Kènia i Tanzània, l'ecoregió segueix la direcció est de les muntanyes i oest del Rift Oriental i volcans associats, incloent la Serralada Aberdare, Mont Kenya, Mont Kulal, Mont Nyiru, Bukkol, i l'Escarpament Nguruman dins Kènia, i Mont Kilimanjaro, Mont Meru, Ngorongoro, i els boscos Marang (Mbulu i Hanang) en Tanzània del nord.

## Flora
L'ecoregió consisteix en forests montanes, prades, i sabanes, transitant als Prats montants d'Àfrica oriental en els cims més alts. L'ecoregió és l'habitatge de la flora Afromontana, la qual s'hi dona en les muntanyes d'Àfrica oriental, i és distinta de la flora dels ecosistemes de terres baixes.
Aquests boscos estan formats per arbres que creixen a mitjana altitud com ara camforers, membres de la família de les Oleàcies amb especificitats locals com ara Vitex keniensis que creixen només a la muntanya Kenya. Les coníferes i els bambús creixen a altituds més altes. Les zones més baixes estan desforestades per l'agricultura, la major part de l'àrea del bosc original està ocupada, almenys a Kenya, per al cultiu del te.
A més, les muntanyes estan aïllades les unes de les altres i, per tant, aquests boscos estan molt fragmentats, la qual cosa els fa més vulnerables. Aquesta ecoregió compta amb més de 25 boscos diferents, el més gran dels quals és de 23.700 km² i 14.300 km². Els endemismes són nombrosos.

## Fauna
En total hi ha 19 espècies de mamífers endèmics. L'avifauna d'aquesta ecorregió és força diversificada i també presenta vuit espècies endèmiques. Alguns d'ells ocupen una àrea limitada, com Cisticola aberdare, l'estornell d'Abbott (Poeoptera femoralis) i l'estornell de Kenrick (Poeoptera kenricki), mentre que altres, com la cisticola de Hunter (Cisticola hunteri), Pternistis jacksoni i el Sharpe (Macronyx sharpei) estan presents a gairebé tots els grups de muntanya de la regió. Algunes d'aquestes espècies són típiques dels boscos de muntanya, mentre que d'altres només viuen a pastures de muntanya. Entre les espècies endèmiques de mamífers hi ha vuit d'ells presents només aquí. Hi ha cinc espècies de musarots (Crocidura gracilipes, C. raineyi, C. ultima, Surdisorex norae i S. polulus) i tres de rosegadors (Grammomys gigas, Tachyoryctes annectens i T. audax). També són gairebé endèmiques la mangosta de Jackson (Bdeogale jacksoni), el cephalophe d'Abbott (Cephalophus spadix), l'esquirol del sol (Heliosciurus undulatus) i l'arbre oriental procavia (Dendrohyrax validus). També la herpetofauna de la regió és bastant interessant i presenta un cert nombre d'endemismes, especialment entre els camaleons (sis espècies). La fauna amfíbia, en canvi, encara que estigui ben representada, és molt més pobra que la de l'ecoregió propera dels boscos de l'Arc oriental.

## Galeria d'imatges

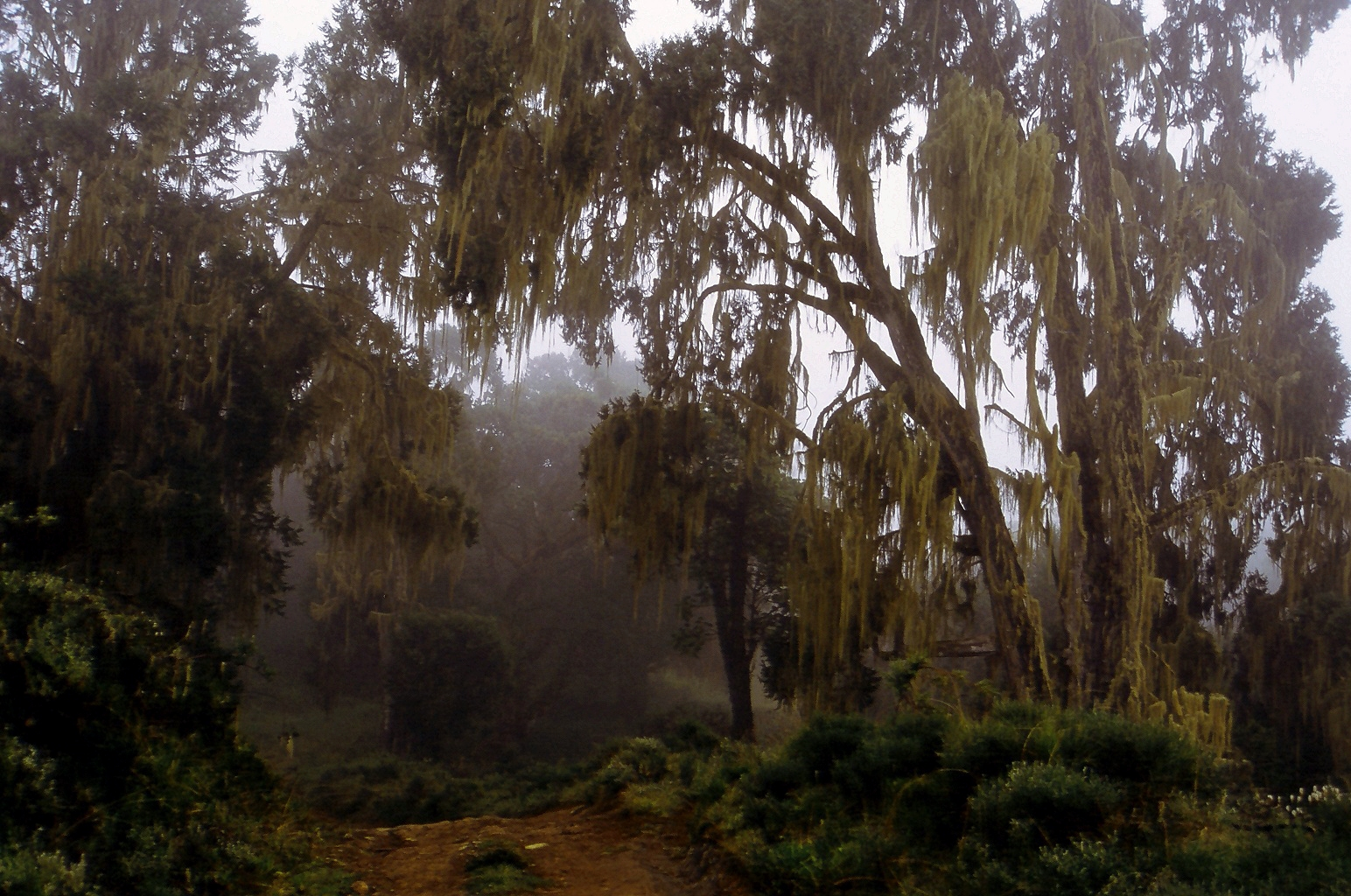
Arbre en bosc de boscos amb líquens
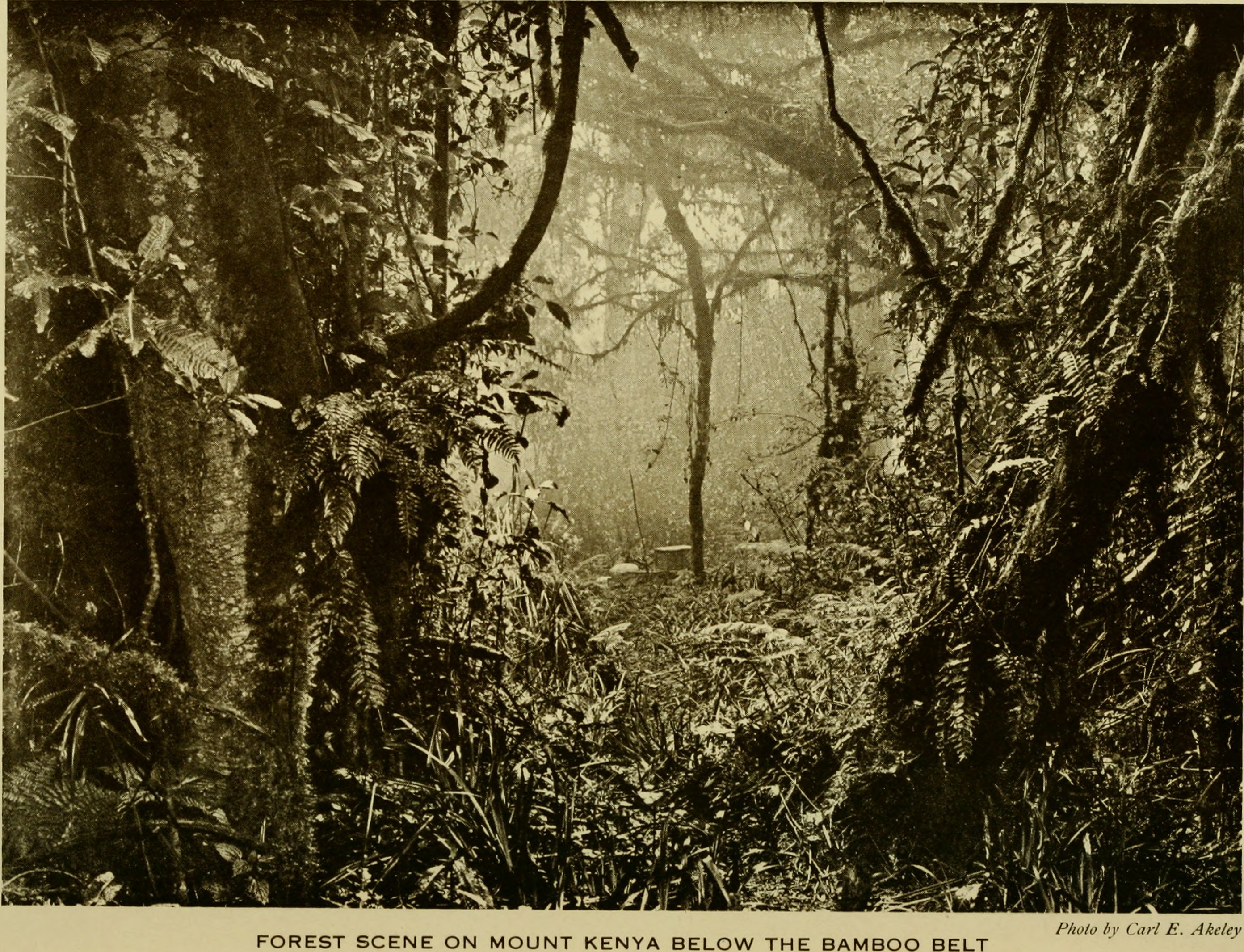
Bosc montà sota la coberta de bambú a la muntanya Kenya
Distribució en alçada dels Boscos de muntanya del Mont Kenya des de l'espai
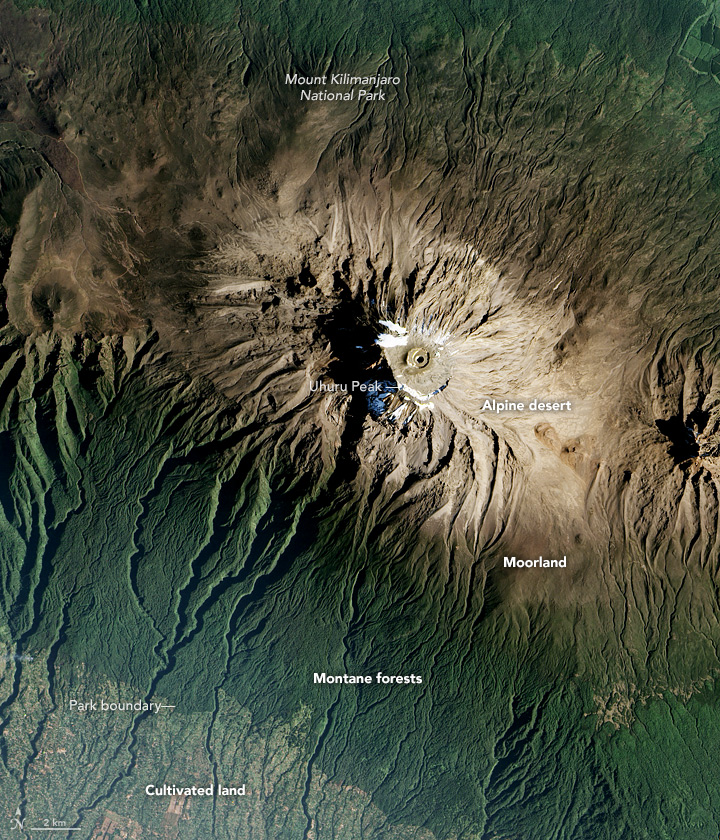
Progressió en alçada: Boscos de muntanya, prats i desert del Mont Kilimanjaro des de l'espai
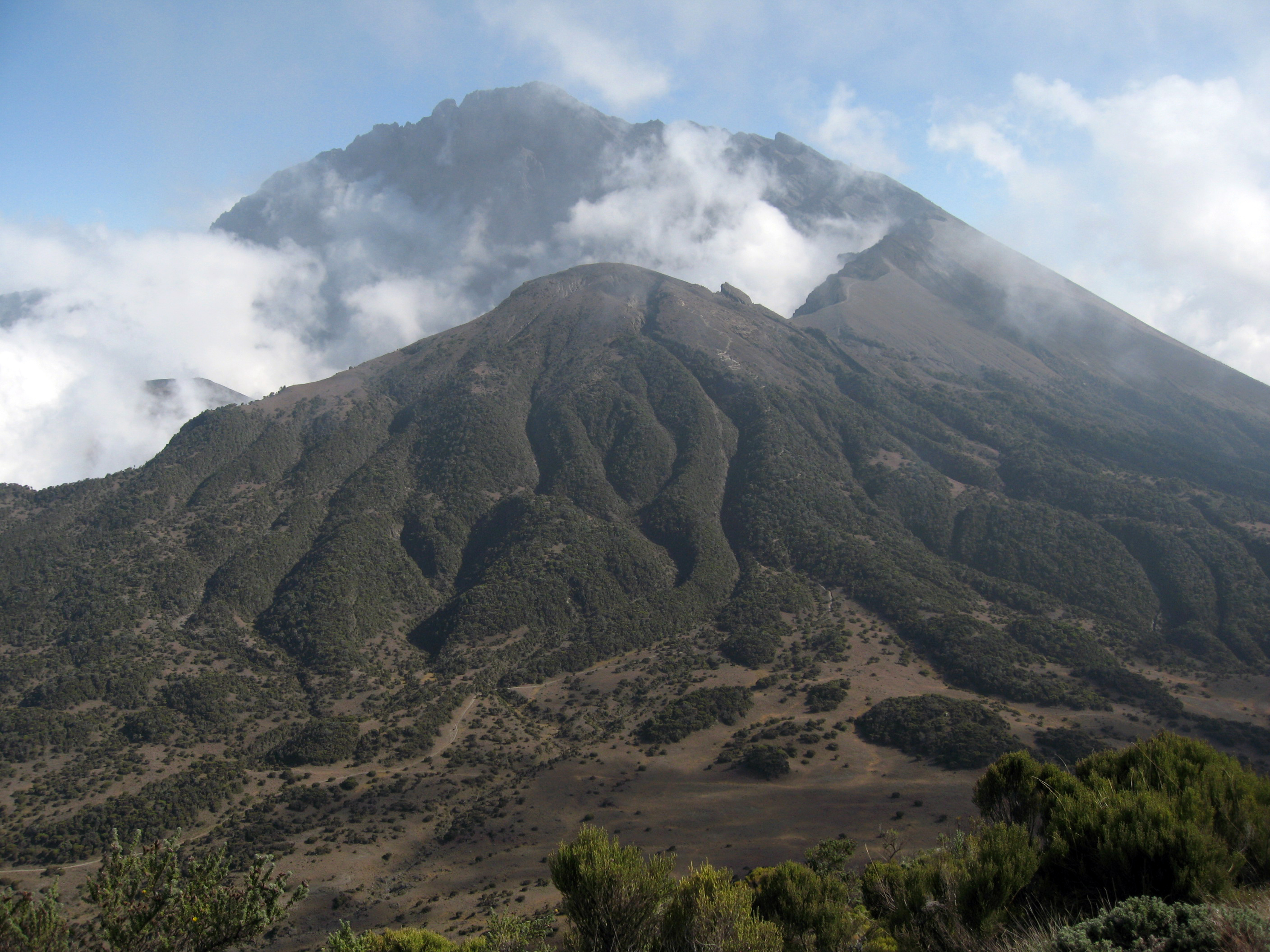
Part alta de la muntanya volcànica Meru, amb prats i boscs i la gran antiga caldera
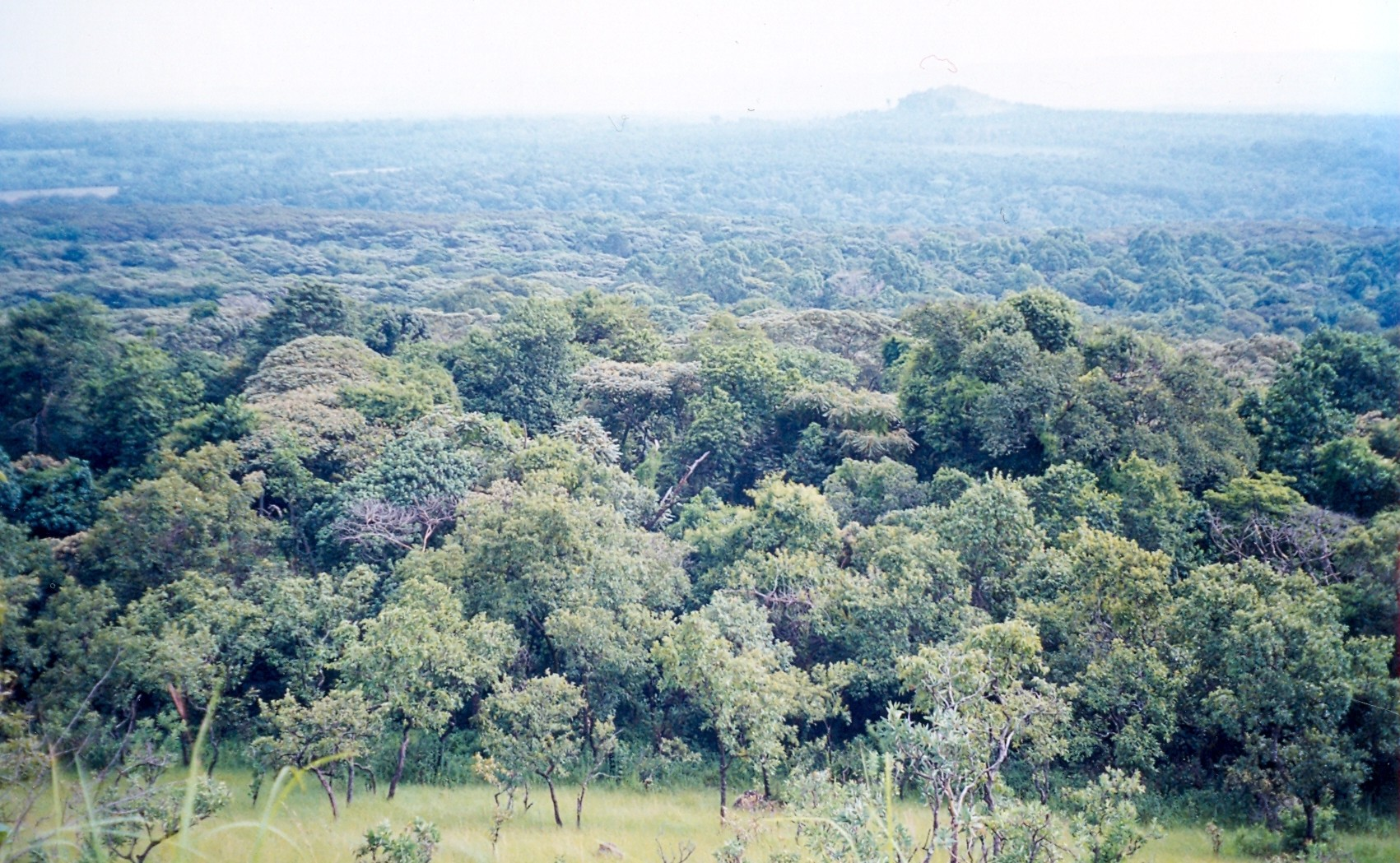
Forest Kakamega, Kènia